# Ван дер Гаг, Лотти

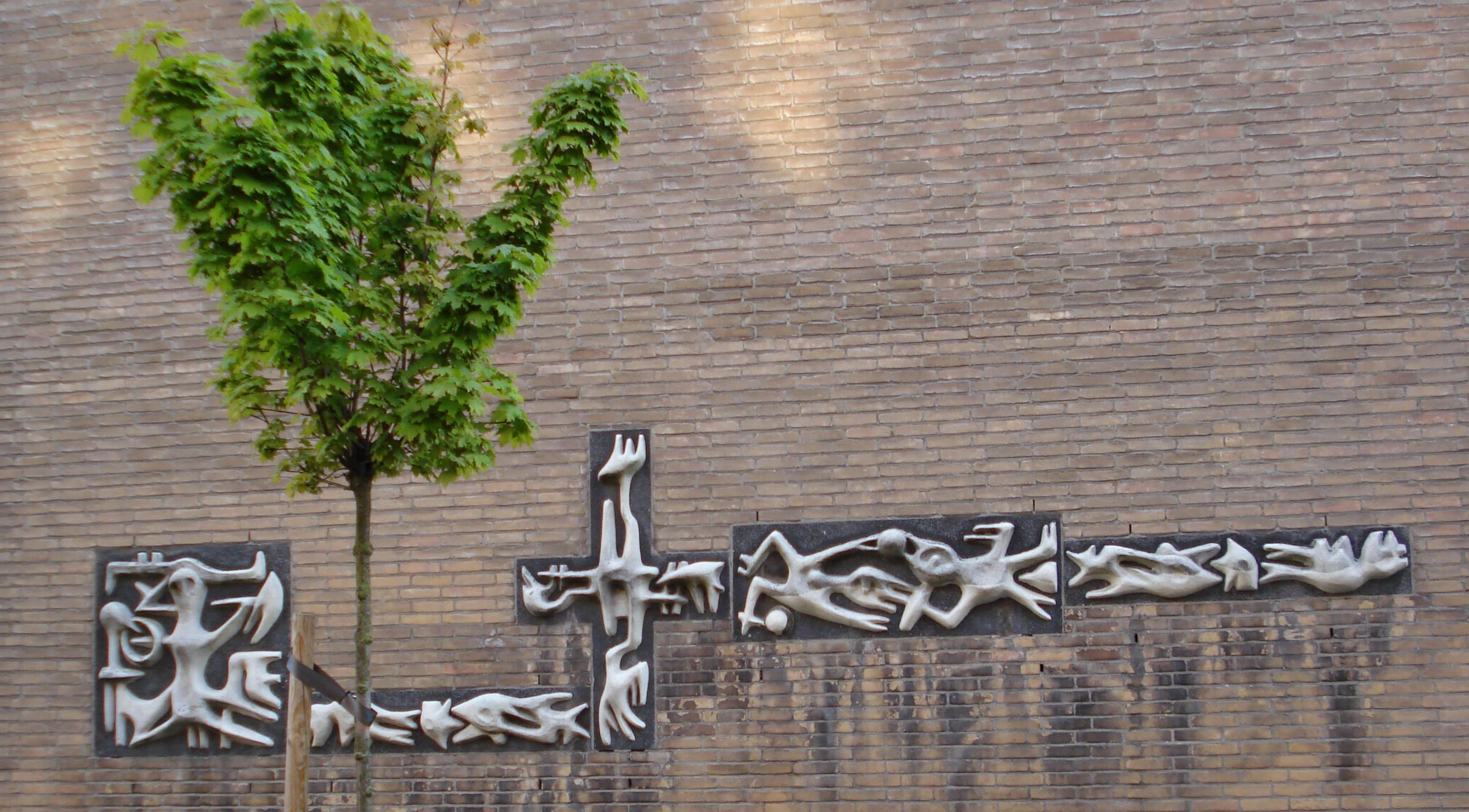

Шарлотта «Лотти» ван дер Гааг (нидерл. Charlotte 'Lotti' van der Gaag; 18 декабря 1923, Гаага, Нидерланды — 20 февраля 1999, Ньивегейн, Нидерланды) — нидерландская художница и скульптор-модернист.

## Биография
Пробовать себя в искусстве начала во время Второй мировой войны. С 1946 по 1948 год у неё были отношения с бельгийским художником Брэмом Богартом (1921—2012), который привил ей любовь к скульптуре.
С 1947 года занималась в Королевской академии искусств в Гааге. В 1950 году в Париже познакомилась со скульптором Карелом Аппелом, одним из основателей европейского авангардистского движения «КОБРА», активным деятелем которого вскоре стала наряду с Гильомом Корнелисом ван Беверлоо. С этого времени она сосредоточилась исключительно на создании скульптур.
В своих работах сочетала фигуративные и абстрактно-экспрессионистские элементы.

## Награды
- 1958 — премия Якоба Мариса за скульптуру
- 1958 — премия Суссе

## Избранные работы

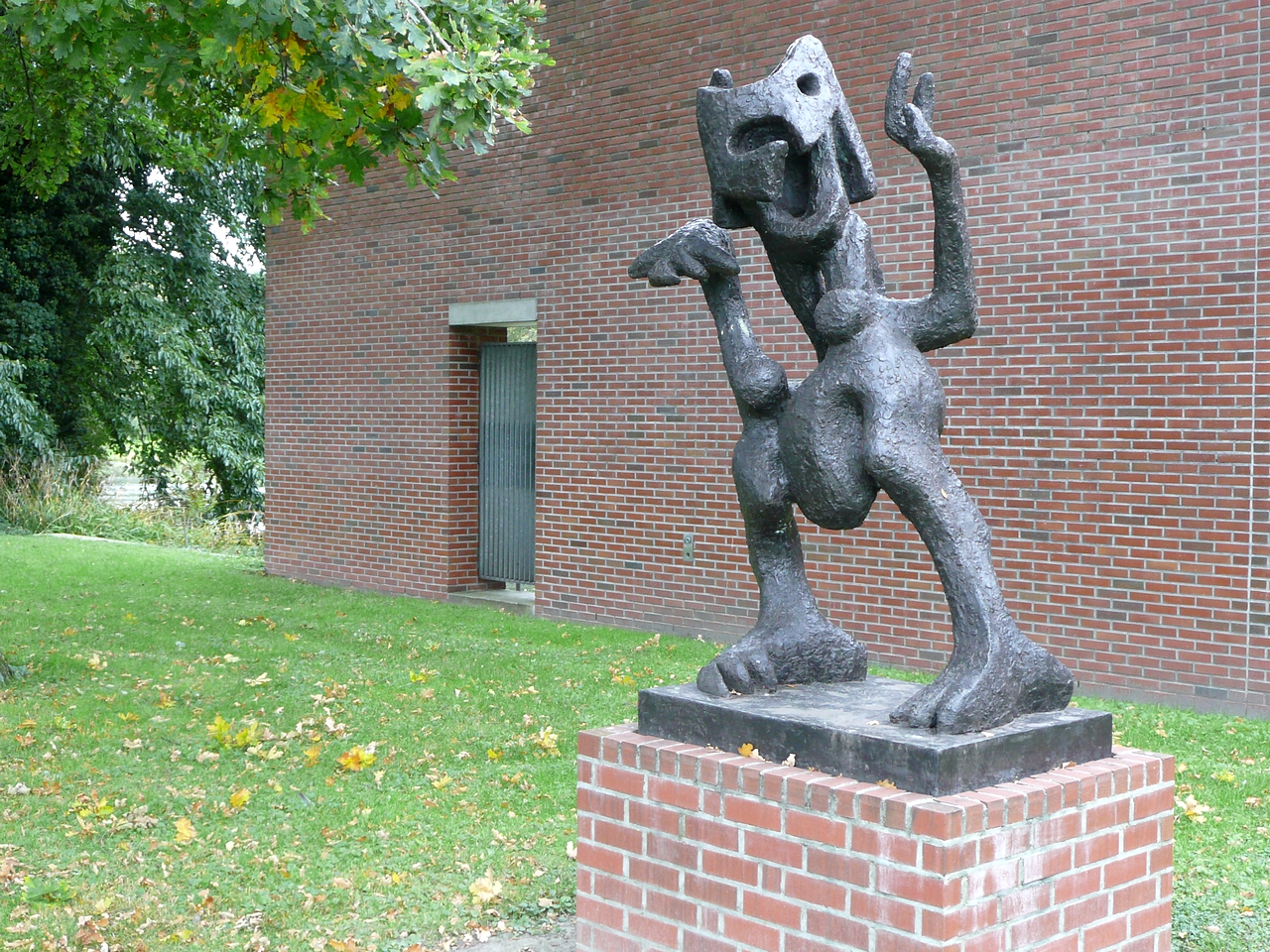
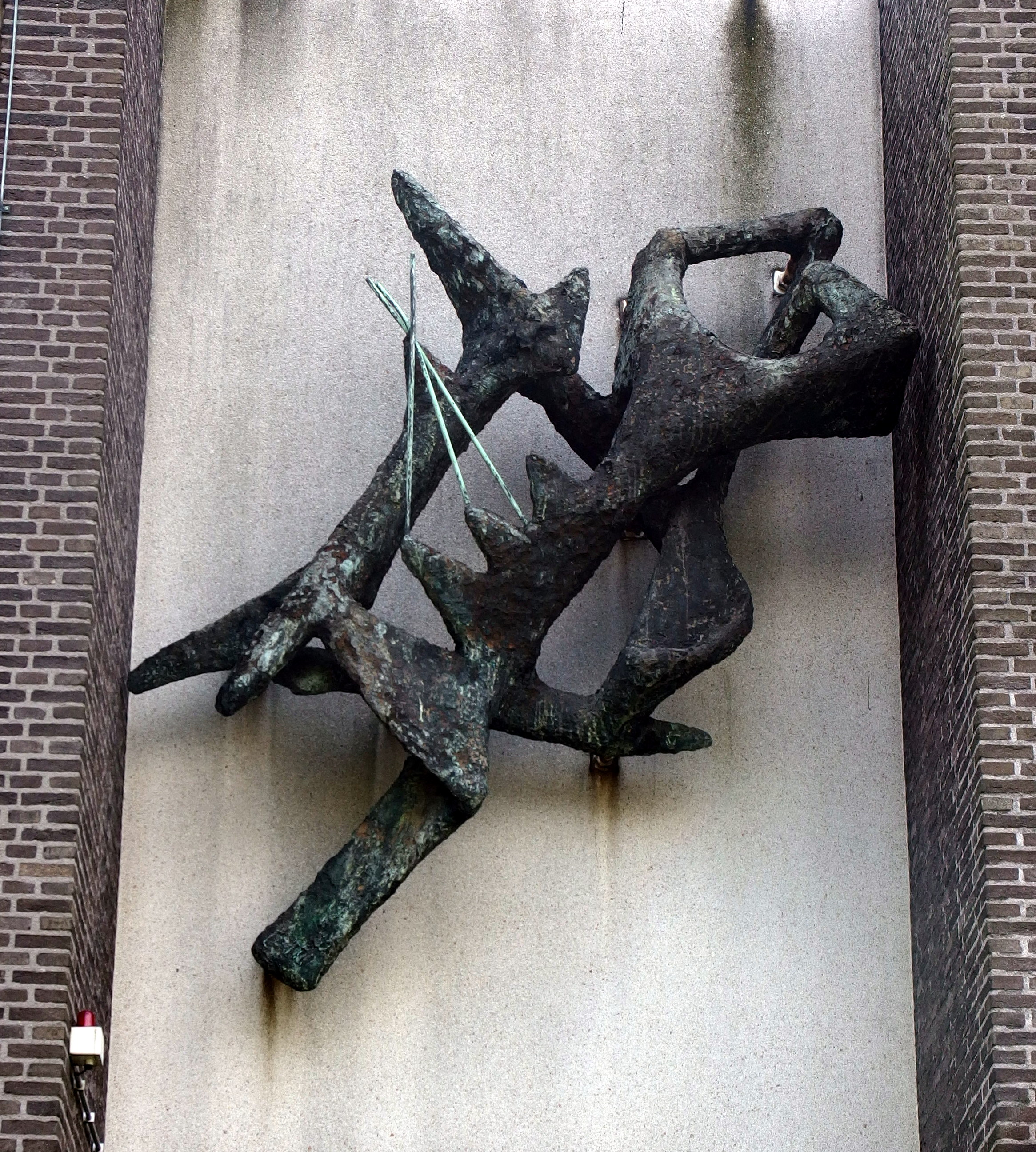
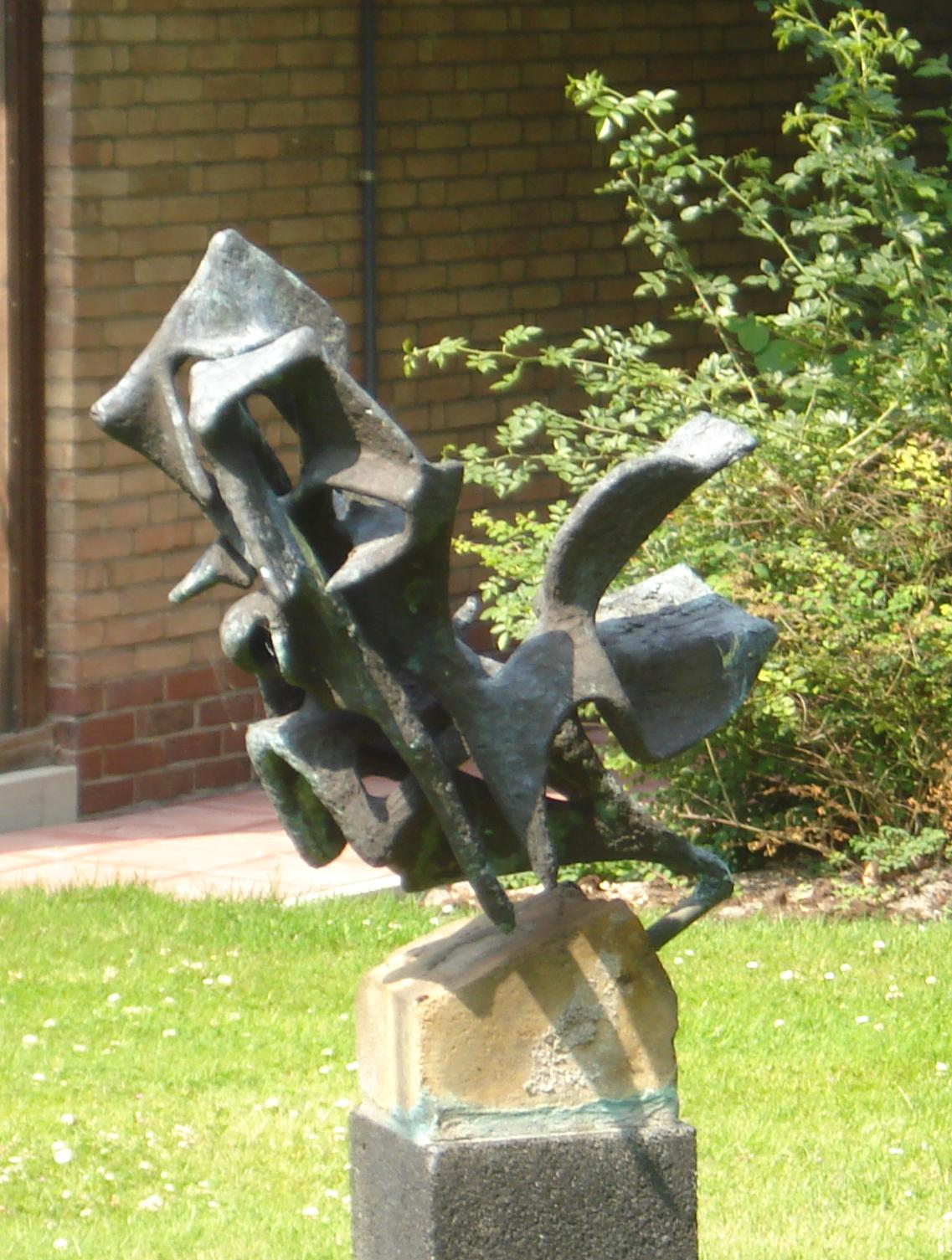